# عبد العزيز عبد النور
عبد العزيز عبد الأحد عبد النور (1850 – شباط 1927) هو قاضي وتاجر وفاعل خير في الموصل خلال حكم الدولة العثمانية والمملكة العراقية.

## حياته المبكرة
ولد عبد العزيز عبد النور سنة 1850 لعائلة بارزة من الكنيسة السريانية الأرثوذكسية في مدينة الموصل، حين كانت لا تزال تحت حكم الدولة العثمانية. كان والده، عبد الأحد عبد النور، مالكاً لأراضٍ زراعية واسعة حول الموصل وشخصية مؤثرة في الكنيسة السريانية الأرثوذكسية في الموصل. أما والدته غالو رسام فكانت ابنة أرخليدوس رسام، الذي كان هو الآخر شخصية مؤثرة في الكنيسة السريانية الأرثوذكسية في الموصل. وكان جده ناسخاً مشهوراً للمخطوطات السريانية القديمة، وتوجد أعماله ضمن مجموعة مخطوطات مهمة هي مجموعة منكَنا في جامعة برمنغهام، المملكة المتحدة.

## القضاء
في عام 1890، عُيّن عبد العزيز عبد النور قاضياً في المحكمة الجزائية التي أُنشئت في الموصل تحت الحكم العثماني، وأُعيد تعيينه في نفس المحكمة سنة 1894. لاحقاً، في عام 1920، خدم في مجلس مدينة الموصل.

## العمل والتجارة
اقتفى عبد العزيز أثر والده في إدارة الأراضي الزراعية، كما بدأ نشاطاً تجارياً وأصبح تاجراً للمنتجات والمحاصيل الزراعية. وقد كوّن شراكة مع ابني عمه أنطون عبد النور وجرجيس عبد النور. كان تجار الموصل يشترون المنتجات الزراعية من القرى المحيطة ويتاجرون بها مع مناطق أخرى من الدولة العثمانية مثل ديار بكر وسوريا. كما تاجر عبد العزيز وأبناء عمه مع دول أخرى مثل الهند وبعض الدول الأوروبية.

## الشؤون الكنسية
كما اقتفى عبد العزيز أثر والده في التجارة، فقد تبعه أيضاً في الانخراط في شؤون الكنيسة السريانية الأرثوذكسية في الموصل، ومساعدة الكنيسة في خدمة أبناء الطائفة في الموصل والمناطق الأخرى التي تتواجد فيها الكنيسة. كما موّل إنشاء طريق جديد إلى دير مار متي شمال غرب الموصل، وقد أكمله ابنه عبد الأحد عبد النور بعد وفاته.

## الوفاة
توفي عبد العزيز عبد الأحد عبد النور في شباط 1927 بعد مرض قصير.